# كريم كريموف
كريم كريموف (بالأذرية: Kərim Əli oğlu Kərimov) (بالروسية: Керим Алиевич Керимов) (1917-2003) كان عالم فضاء سوفيتيا، يعتبر أحد مؤسسي صناعة الفضاء السوفيتية، وكان له دورا هاما في برنامج الفضاء السوفيتي. على الرغم من دوره البارز، إلا أن هويته أخفيت عن العامة خلال معظم حياته المهنية. كان واحدا من المهندسين الرواد الذين كانوا وراء سلسلة النجاحات السوفيتية الفضائية التي أذهلت العالم منذ بداية الستينيات. بداية من أول مهمة فضائية بشرية حيث أنه مهندس مهمة يوري جاجارين؛ التي دامت 108 دقيقة على متن مركبة الفضاء فوستوك 1. كما أنه أهم مصممي المحطات الفضائية الأولى (محطة ساليوت ومحطة مير).
ولد كريم كريموف في 14 نوفمبر، 1917 في عائلة مهندسين تقنيين، في باكو بأذربيجان التي أصبحت جزءا من الإمبراطورية الروسية. بعد تخرجه في معهد أذربيجان الصناعي في العام 1942، أكمل كريم دراسته في أكاديمية دذرنسكي لقوات الصواريخ، حيث كرس نفسه لتصميم وتطوير الأنظمة الصاروخية.
كخبير في تقنيات الصواريخ، عمل خلال الحرب العالمية الثانية على صواريخ الكاتيوشا الشهيرة. وتلقى وسام استحقاق النجمة الحمراء. عقب انتهاء الحرب العالمية، عمل كريموف في إطار البرنامج السوفيتي للصواريخ عابرة القارات. تم إرساله إلى ألمانيا في العام 1946 لجمع معلومات عن الصاروخ الألماني في-2.
في العام 1964 أصبح رئيس المديرية المركزية للقوات الفضائية التابعة للقوات المسلحة السوفيتية.
توفي كريم كريموف في 29 مارس، 2003 في موسكو، عن عمر يناهز 86 عاما.